# Coupe du monde de ski alpin 1973-1974
La coupe du monde de ski alpin 1973-1974 commence le 6 décembre 1973 avec la descente femmes de Val-d'Isère et se termine le 10 mars 1974 avec le slalom hommes de Vysoke Tatry.
Les hommes disputent 21 épreuves : 7 descentes, 7 géants et 7 slaloms.
Les femmes disputent 17 épreuves : 5 descentes, 6 géants et 6 slaloms.
Les championnats du monde sont disputés à Saint-Moritz du 3 au 10 février 1974.

## Tableau d'honneur
| Discipline | Hommes           | Femmes                |
| Général    | Piero Gros       | Annemarie Moser-Pröll |
| Descente   | Roland Collombin | Annemarie Moser-Pröll |
| Géant      | Piero Gros       | Hanni Wenzel          |
| Slalom     | Gustavo Thöni    | Christa Zechmeister   |

Piero Gros détrône son compatriote Gustavo Thöni.
Piero Gros, Roland Collombin, Franz Klammer et Hans Hinterseer se disputent la tête du classement général. Piero Gros est le plus performant avec 5 victoires et le plus constant sur les 3 périodes (décembre, janvier et mars).
Gustavo Thöni axe sa saison sur les championnats du monde, avec succès, et sur les épreuves de descente en vue des bonus, sans succès, ce qui lui coûte de ne marquer aucun point en décembre.
Roland Collombin survole la coupe du monde de descente avec 4 succès et 2 places de dauphin.
Annemarie Moser-Pröll gagne très facilement une quatrième coupe du monde.
L'autrichienne survole les épreuves de descente, met à profit le système des bonus et s'assure ainsi la victoire finale dès fin janvier.
La jeune allemande Christa Zechmeister (17 ans) est irrésistible en slalom et gagne 4 slaloms consécutifs. Elle échouera cependant aux championnats du monde.
Le ski français se saborde à Val-d'Isère.
Après les échecs des Jeux Olympiques 1972 et de la saison 1973 et afin de procéder à une rénovation et un rajeunissement des équipes, la FFS exclut les sœurs Britt et Ingrid Lafforgue, Jean-Noël Augert, Henri Duvillard, Patrick Russel et Roger Rossat-Mignod.
La France ne retrouvera plus son statut de grande nation du ski.

## Coupe du monde Hommes

### Résultats
| Date                                                         | Lieu                      | Discipline | Vainqueur                 |
| 7 & 8 décembre 1973                                          | Val-d'Isère               | Géant      | Hans Hinterseer           |
| 10 décembre 1973                                             | Val-d'Isère               | Descente   | Herbert Plank             |
| 16 décembre 1973                                             | Saalbach                  | Géant      | Hubert Berchtold          |
| 17 décembre 1973                                             | Vipiteno                  | Slalom     | Piero Gros                |
| 18 décembre 1973                                             | Zell am See               | Descente   | Karl Cordin               |
| 22 décembre 1973                                             | Schladming                | Descente   | Franz Klammer             |
| 5 janvier 1974                                               | Garmisch Arlberg-Kandahar | Slalom     | Christian Neureuther      |
| 6 janvier 1974                                               | Garmisch Arlberg-Kandahar | Descente   | Roland Collombin          |
| 7 janvier 1974                                               | Berchtesgaden             | Géant      | Piero Gros                |
| 12 janvier 1974                                              | Avoriaz                   | Descente   | Roland Collombin          |
| 13 janvier 1974                                              | Morzine                   | Géant      | Piero Gros                |
| 19 janvier 1974                                              | Wengen                    | Descente   | Roland Collombin          |
| 20 janvier 1974                                              | Wengen                    | Slalom     | Christian Neureuther      |
| 21 janvier 1974                                              | Adelboden                 | Géant      | Gustavo Thöni             |
| 26 janvier 1974                                              | Kitzbühel                 | Descente   | Roland Collombin          |
| 27 janvier 1974                                              | Kitzbühel                 | Slalom     | Hans Hinterseer           |
| Championnats du monde à Saint-Moritz du 3 au 10 février 1974 |                           |            |                           |
| 2 mars 1974                                                  | Voss                      | Géant      | Gustavo Thöni             |
| 3 mars 1974                                                  | Voss                      | Slalom     | Piero Gros                |
| 6 mars 1974                                                  | Zakopane                  | Slalom     | Francisco Fernandez-Ochoa |
| 9 mars 1974                                                  | Vysoke Tatry              | Géant      | Piero Gros                |
| 10 mars 1974                                                 | Vysoke Tatry              | Slalom     | Gustavo Thöni             |

### Classements

#### Classement général
| Rang | Nom                                | Points |
| 1    | Piero Gros                         | 181    |
| 2    | Gustavo Thöni                      | 165    |
| 3    | Hans Hinterseer                    | 162    |
| 4    | Roland Collombin                   | 140    |
| 5    | Franz Klammer                      | 125    |
| 6    | Erwin Stricker                     | 98     |
| 7    | David Zwilling                     | 95     |
| 8    | Johan Kniewasser                   | 67     |
| 9    | Herbert Plank Christian Neureuther | 66     |

#### Descente
| Rang | Nom                             | Points |
| 1    | Roland Collombin                | 120    |
| 2    | Franz Klammer                   | 100    |
| 3    | Herbert Plank                   | 66     |
| 4    | Werner Grissmann Bernhard Russi | 40     |

#### Géant
| Rang | Nom              | Points |
| 1    | Piero Gros       | 110    |
| 2    | Hans Hinterseer  | 95     |
| 3    | Gustavo Thöni    | 85     |
| 4    | Helmuth Schmalzl | 55     |
| 5    | Erwin Stricker   | 48     |

#### Slalom
| Rang | Nom                  | Points |
| 1    | Gustavo Thöni        | 80     |
| 2    | Christian Neureuther | 65     |
| 3    | Johan Kniewasser     | 63     |
| 4    | Piero Gros           | 61     |
| 5    | Hans Hinterseer      | 56     |

## Coupe du monde Femmes

### Résultats
| Date                                                         | Lieu           | Discipline | Vainqueur             |
| 6 décembre 1973                                              | Val-d'Isère    | Descente   | Annemarie Moser-Pröll |
| 7 décembre 1973                                              | Val-d'Isère    | Slalom     | Christa Zechmeister   |
| 19 décembre 1973                                             | Zell am See    | Descente   | Annemarie Moser-Pröll |
| 20 décembre 1973                                             | Zell am See    | Géant      | Hanni Wenzel          |
| 5 janvier 1974                                               | Pfronten       | Descente   | Annemarie Moser-Pröll |
| 6 janvier 1974                                               | Pfronten       | Géant      | Kathy Kreiner         |
| 8 janvier 1974                                               | Les Gets       | Slalom     | Christa Zechmeister   |
| 9 janvier 1974                                               | Les Gets       | Géant      | Claudia Giordani      |
| 13 janvier 1974                                              | Grindelwald    | Descente   | Cindy Nelson          |
| 14 janvier 1974                                              | Grindelwald    | Géant      | Monika Kaserer        |
| 16 janvier 1974                                              | Les Diablerets | Slalom     | Christa Zechmeister   |
| 23 janvier 1974                                              | Bad Gastein    | Descente   | Annemarie Moser-Pröll |
| 24 janvier 1974                                              | Bad Gastein    | Slalom     | Christa Zechmeister   |
| 25 janvier 1974                                              | Bad Gastein    | Géant      | Fabienne Serrat       |
| Championnats du monde à Saint-Moritz du 3 au 10 février 1974 |                |            |                       |
| 27 février 1974                                              | Abetone        | Slalom     | Rosi Mittermaier      |
| 7 mars 1974                                                  | Vysoke Tatry   | Slalom     | Rosi Mittermaier      |
| 8 mars 1974                                                  | Vysoke Tatry   | Géant      | Monika Kaserer        |

### Classements

#### Classement général
| Rang | Nom                   | Points |
| 1    | Annemarie Moser-Pröll | 268    |
| 2    | Monika Kaserer        | 153    |
| 3    | Hanni Wenzel          | 144    |
| 4    | Christa Zechmeister   | 129    |
| 5    | Fabienne Serrat       | 127    |
| 6    | Marie-Theres Nadig    | 123    |
| 7    | Rosi Mittermaier      | 116    |
| 8    | Wiltrud Drexel        | 72     |
| 9    | Kathy Kreiner         | 70     |
| 10   | Lise-Marie Morerod    | 66     |

#### Descente
| Rang | Nom                   | Points |
| 1    | Annemarie Moser-Pröll | 120    |
| 2    | Marie-Theres Nadig    | 72     |
| 3    | Wiltrud Drexel        | 70     |
| 4    | Cindy Nelson          | 35     |
| 5    | Ingrid Gfölner        | 34     |

#### Géant
| Rang | Nom                | Points |
| 1    | Hanni Wenzel       | 71     |
| 2    | Fabienne Serrat    | 68     |
| 3    | Monika Kaserer     | 60     |
| 4    | Marie-Theres Nadig | 55     |
| 5    | Traudl Treichl     | 44     |

#### Slalom
| Rang | Nom                   | Points |
| 1    | Christa Zechmeister   | 103    |
| 2    | Rosi Mittermaier      | 87     |
| 3    | Fabienne Serrat       | 63     |
| 4    | Hanni Wenzel          | 49     |
| 5    | Annemarie Moser-Pröll | 41     |